# 541 v. Chr.
Portal Geschichte | Portal Biografien | Aktuelle Ereignisse | Jahreskalender | Tagesartikel

◄ |
7. Jahrhundert v. Chr. |
6. Jahrhundert v. Chr. |
5. Jahrhundert v. Chr. |
►

◄ | 560er v. Chr. | 550er v. Chr. | 540er v. Chr. | 530er v. Chr. |
520er v. Chr. |
►

◄◄ | ◄ | 544 v. Chr. | 543 v. Chr. | 542 v. Chr. | 541 v. Chr. |
540 v. Chr. |
539 v. Chr. |
538 v. Chr. |
► |
►►

## Ereignisse

### Politik und Weltgeschehen
- Untergang des lydischen Großreichs unter Krösus; siehe: Schlacht bei Pteria. Auch die kleinasiatischen Griechenstädte (außer Milet) werden persisch.
- Schlacht bei Thymbra.

### Wissenschaft und Technik
- Im babylonischen Kalender fällt das babylonische Neujahr des 1. Nisannu auf den 19.–20. März[1]; der Vollmond im Nisannu auf den 1.–2. April[1] und der 1. Tašritu auf den 13.–14. September[1].[2]

## Gestorben
- um 541 v. Chr.: Krösus, König von Lydien (* um 590 v. Chr.)